# Stylidium breviscapum
Stylidium breviscapum är en tvåhjärtbladig växtart som beskrevs av Robert Brown. Stylidium breviscapum ingår i släktet Stylidium och familjen Stylidiaceae. Utöver nominatformen finns också underarten S. b. erythrocalyx.